# 10177 Ellison
10177 Ellison este un asteroid din centura principală de asteroizi.

## Descriere
10177 Ellison este un asteroid din centura principală de asteroizi. A fost descoperit pe 10 februarie 1996 la Kitt Peak National Observatory în cadrul proiectului Spacewatch. El prezintă o orbită caracterizată de o semiaxă mare de 2,31 ua, o excentricitate de 0,16 și o înclinație de 6,6° în raport cu ecliptica.